# Teo (співак)
Юрій Ващук, відомий під псевдонімом Teo (стилізовано TEO) (біл. Юрый Вашчук; нар. 24 січня 1983 року) — білоруський співак. Представляв Білорусь на пісенному конкурсі Євробачення 2014 у Копенгагені, Данія, з піснею «Cheesecake» (16-те місце у фіналі).